# Finanzwesen
Das Finanzwesen (englisch finance) ist ein Teil der Finanzwirtschaft und befasst sich mit der Beschaffung und Verwendung von Geld oder Kapital sowie mit der Abwicklung des Zahlungsverkehrs.

## Allgemeines
Zum Finanzwesen gehören die Finanzmärkte einschließlich Börsen und deren Marktteilnehmer, nämlich Finanzdienstleistungsinstitute, Kreditinstitute und Wertpapierdienstleistungsunternehmen (Bankwesen), Versicherungen (Versicherungswesen), Investmentfonds, Pensionsfonds und andere institutionelle Anleger. Die Finanzmärkte setzen sich zusammen aus Geld-, Devisen-, Interbanken- und Kapitalmarkt. Die Finanzanalyse durch Finanzanalysten analysiert durch eine Marktanalyse die Marktentwicklung auf den Finanzmärkten und die Marktteilnehmer. 
Die Kapitalbeschaffung wird gewöhnlich als Finanzierung, die Kapitalverwendung als Investition und die Abwicklung des Zahlungsverkehrs als Kapitalverwaltung bezeichnet. Finanzierung und Investition sind wesentliche Funktionen innerhalb des Finanzwesens, die ohne den Zahlungsverkehr nicht durchgeführt werden können.

## Begriffsumfang
Auch andere Unternehmen des Tertiärsektors, für die der Betriebszweck ganz oder überwiegend Finanzen beinhaltet, gehören im weiteren Sinne zum Finanzwesen (beispielsweise Finanzkonglomerate). Öffentlich-rechtlich organisierte Gebietskörperschaften,  Kommunalunternehmen und öffentliche Unternehmen werden unter dem Sammelbegriff „öffentliches oder staatliches Finanzwesen“ (Staatsfinanzen) zusammengefasst. Hier bedeutet Finanzwesen als Teil der staatlichen Finanzgewalt verwaltungsrechtlich die Finanzgesetzgebung auf dem Gebiet der Steuern, Zölle und Abgaben, die Verteilung des Steueraufkommens einschließlich des horizontalen und vertikalen Finanzausgleichs, die Finanzverwaltung sowie Vorschriften über die Aufstellung und Durchführung des Haushaltsplans. Operativ zuständig ist das Finanzministerium, das von der jeweiligen Regierung geleitet wird. Auf kommunaler Ebene ist die jeweilige Kämmerei für das Finanzwesen zuständig. Die Organisationseinheiten, die sich hier mit Finanzwesen befassen, heißen Finanzmanagement, Kämmerei oder Treasury, der Abteilungsleiter ist der Treasurer oder Kämmerer.

## Finanzverfassungsrecht
Finanzwesen ist auch ein Rechtsbegriff. Das Grundgesetz für die Bundesrepublik Deutschland (GG) enthält im 10. Abschnitt (Art. 104a bis Art. 115 GG) – betitelt mit „Das Finanzwesen“ – das Finanzverfassungsrecht. Diese Normen sind Grundlage für die einzelnen Steuergesetze des Bundes und für das Haushaltsrecht, insbesondere die Bundeshaushaltsordnung und das Haushaltsgrundsätzegesetz sowie den Finanzausgleich.

## Finanzwesen der Privatwirtschaft
In der Betriebswirtschaftslehre umfasst die betriebliche Funktion des Finanzwesens alle Prozesse, die sich auf die monetäre Versorgung und Steuerung zwischen Kapitalbeschaffung und Kapitalverwendung beziehen. Die Bereiche des Finanzwesens eines Unternehmens im Nichtbankensektor sind unter anderem Rechnungswesen, Controlling, Treasury, Finanzwirtschaft, Finanzplanung und Liquiditätssicherung. Die Debitorenbuchhaltung und Kreditorenbuchhaltung sind wichtige Bereiche des (externen) Rechnungswesens und gehören damit ebenfalls zum betrieblichen Finanzwesen. Bei Nichtbanken bildet das Finanzwesen ein „Nebenprodukt“ des betrieblichen Hauptzwecks, der Produktion von Gütern und Dienstleistungen. Bei Privathaushalten gehören die private Finanzplanung und die private Liquiditätsrechnung zum Finanzwesen.
Bankenaufsichtsrechtlich gehören zur „Finanzbranche“ nach § 1 Abs. 19 KWG die Banken- und Wertpapierdienstleistungsbranche (mit Finanzdienstleistungsinstituten, Kapitalverwaltungsgesellschaften, extern verwalteten Investmentgesellschaften, Finanzunternehmen, E-Geld-Instituten und Zahlungsinstituten) sowie die Versicherungsbranche (mit Erst- und Rückversicherungen und Versicherungs-Holdinggesellschaften).

## Abgrenzung
Das Finanzwesen grenzt sich von der Finanzwirtschaft dadurch ab, dass letztere in der Volkswirtschaftslehre den gesamten aggregierten Wirtschaftssektor betrifft, der alle Unternehmen umfasst, bei denen Finanzen oder Finanzierung das Kerngeschäft darstellen. 